# Rostislav Slavotínek
Rostislav Slavotínek (* 9. května 1944 Velké Meziříčí) je český politik, člen KDU-ČSL.

## Mládí a studium
Narodil se v rodině lidoveckého a orelského funkcionáře. Jeho otec se angažoval v protinacistickém odboji, po válce stal členem MNV ve Velkém Meziříčí. Po únoru 1948 byl ve vykonstruovaném procesu odsouzen a ve vězení strávil čtyři roky. Důsledky jeho věznění dopadly na celou rodinu. Rostislav Slavotínek se po maturitě opakovaně hlásil na technické školy v různých městech Československu, nebyl však přijat. Až v období politického uvolnění, po absolvování vojenské služby, byl přijat na Vysokou školu strojní a textilní v Liberci. Po roce přestoupil na strojní fakultu VUT v Brně, kterou absolvoval v roce 1970. Dalších 28 let pracoval v organizaci ORGREZ (původně Organizace pro racionalizaci energetických závodů).

## V politice
V roce 1989 vstoupil do lidové strany, za kterou byl v roce 1990 kooptován do Národního výboru města Brna. V letech 1990–2006 byl brněnským zastupitelem, mezi lety 2000–2004 prvním náměstkem primátora města Brna.
V krajských volbách v roce 2000 byl jako člen KDU-ČSL na kandidátce „Čtyřkoalice“ (tj. KDU-ČSL, US, DEU a ODA) zvolen zastupitelem Jihomoravského kraje.
V letech 2004 až 2010 byl senátorem za obvod č. 58 – Brno-město, do zrušení klubu senátorů KDU-ČSL v roce 2009 byl jeho předsedou. Ve volbách 2010 svůj mandát neobhajoval.